# Domony, Pesta
Domony  este un sat în districtul Aszód, județul Pesta, Ungaria, având o populație de 2.143 de locuitori (2011). 

## Demografie
Componența etnică a satului Domony
     Maghiari (90,88%)
     Romi (7,7%)
     Necunoscut (0,37%)
     Alții (1,05%)
Componența confesională a satului Domony
     Luterani (31,12%)
     Romano-catolici (27,95%)
     Fără religie (8,21%)
     Reformați (3,13%)
     Necunoscută (28,6%)
     Alte religii (2,38%)
Conform recensământului din 2011, satul Domony avea 2.143 de locuitori. Din punct de vedere etnic, majoritatea locuitorilor (90,88%) erau maghiari, cu o minoritate de romi (7,7%). Apartenența etnică nu este cunoscută în cazul a 0,37% din locuitori. Nu există o religie majoritară, locuitorii fiind luterani (31,12%), romano-catolici (27,95%), persoane fără religie (8,21%) și reformați (3,13%). Pentru 28,6% din locuitori nu este cunoscută apartenența confesională.